# Forever Autumn
Forever Autumn (с англ. — «Вечная осень») — студийный альбом группы Lake of Tears, вышедший в 1999 году.
Forever Autumn записан в Стокгольме в период между январём и мартом 1999 года. Почти весь материал к альбому написан фронтменом группы — Даниэлем Бреннаром, переживавшим один из труднейших периодов в жизни — расставание с любимой девушкой. Альбому свойственно общее меланхолично-депрессивное настроение. Помимо классических «думовых» вещей («So Fell Autumn Rain», «Pagan Wish»), на пластинке нашлось место также место акустической композиции «Forever Autumn», а также инструментальной «Otherwheres». В записи альбома также использовались нетрадиционные инструменты, например, аккордеон («To blossom blue»). Песня «The Homecoming» посвящена Juha Saarinen (1952—1995).
Forever autumn был хорошо принят критиками и поклонниками группы и считается одним из лучших в дискографии Lake of Tears. Песни «So Fell Autumn Rain», «Forever Autumn» стали хитами и впоследствии регулярно исполнялись на концертах коллектива.

## Список композиций
1. «So Fell Autumn Rain» — 5:23
2. «Hold On Tight» — 4:07
3. «Forever Autumn» — 5:56
4. «Pagan Wish» — 4:24
5. «Otherwheres» — 3: 55
6. «The Homecoming» — 5:16
7. «Come Night I Reign» — 3:51
8. «Demon You / Lily Anne» — 4:22
9. «To Blossom Blue» — 8:16

## Участники записи
Lake of Tears
- Даниель Бреннар (швед. Daniel Brennare) — вокал, гитара
- Микаэль Ларсон (швед. Mikael Larsson) — бас
- Юхан Оудхьюс (швед. Johan Oudhuis) — ударные
- Кристиан Сааринен (Christian Saarinen) — клавишные

Приглашённые музыканты
- Бо Хульперс (Bo Hulphers) — флейта, аккордеон
- Генриетт Шак (Henriette Schack) — виолончель
- Магнус Сальгрен (швед. Magnus Sahlgren) — гитара